# Ravne, Šoštanj
Ravne so naselje v Občini Šoštanj  v Republiki Sloveniji. 

## Grad Forhtenek
Na strmi, delno skalnati vzpetini stoji razvalina gradu Forhtenek, ki se prvič omenja leta 1317. Ohranjeni so ostanki gotskega stolpa in obodnega zidovja, ki je obdajalo grajsko kapelo. 
Poleg obzidja, ki je grad oklepal, je imel ta po poročilu urbarja (iz leta 1524) tudi pet topičev ali vsaj večjih pušk. Vodo so zajemali iz vodnjaka, ki je stal na dvorišču med gradom in obzidjem, videti pa ga je mogoče še danes.
Grad je bil leta 1635 oropan, nato pa je ostal prepuščen na milost in nemilost času. Ob kmečkem uporu leta 1687 je ta tako postal razvalina, da pa je vidnih še zgolj nekaj ostankov tega gradu, so krivi tudi kasnejši lastniki in kmetje, ki so pri gradnji svojih hiš segali po kamenju grajskih zidov in obzidja.

## Dvorec Gutenbuchel
Od 16. stoletja dalje v Ravnah pri Šoštanju stoji dvorec Gutenbuchel, katerega zadnji lastnik je bila družina Vošnjak. Ta je stavbo leta 1931 temeljito prezidala in ji dala današnjo podobo. Dvorec je obdan z baročnim parkom.